# Fan Zhendong
Fan Zhendong (chiń. 樊振东; pinyin Fán Zhèndōng; ur. 22 stycznia 1997 w Kantonie) – chiński tenisista stołowy, medalista mistrzostw świata.
Mistrz świata juniorów w grze pojedynczej i drużynowej z 2014. Złoty medalista mistrzostw świata w drużynie (2014) i zdobywca pucharu świata indywidualnie (2018). Grając w reprezentacji Chin, zdobył drużynowe mistrzostwo Azji (2013).